# روساریو فلورس
روساریو فلورِس (اسپانیایی: Rosario Flores‎؛ ‏ تلفظ اسپانیایی: [roˈsaɾjo floɾes]؛ زادهٔ ۴ نوامبر ۱۹۶۳) خواننده و بازیگر اهل اسپانیا است. وی از سال ۱۹۹۲ میلادی تاکنون مشغول فعالیت بوده‌است. 
روساریو، دخترِ خوانندهٔ مشهور اسپانیا لولا فلورس و خواهرِ «لولیتا فلورس» و «آنتونیو فلورس» است. او تا کنون دو مرتبه برندهٔ «جایزه گرمی لاتین» شده‌است.
از فیلم‌ها یا برنامه‌های تلویزیونی که وی در آن نقش داشته‌است، می‌توان به با او حرف بزن و رفقا اشاره کرد.